# 标量场论
理论物理学中，标量场论可以指相对论不变的经典或量子的标量场理论。标量场在任何洛伦兹变换下都是不变的。
自然界中唯一观测到的基本标量量子场是希格斯场。标量量子场也出现在很多物理现象的有效场论描述中，例如π介子，实际上是伪标量。
由于不涉及极化的复杂问题，标量场往往最容易理解二次量子化。所以，标量场论常用于介绍新概念和新技术。
下面所用的度量的符号为 (+, −, −, −)。

## 经典标量场论
本节的一般参考文献是Ramond, Pierre (2001-12-21). Field Theory: A Modern Primer (Second Edition). USA: Westview Press. ISBN 0-201-30450-3,  Ch 1.

### 线性（自由）理论
最基本的标量场论是线性理论。通过场的傅立叶分解，可表示无穷多耦合谐振子的简正模，其中谐振子的序号i的缩放极限现表示为x。则，相对论不变的标量场论的作用量可写作
{\displaystyle {\begin{aligned}{\mathcal {S}}&=\int \mathrm {d} ^{D-1}x\mathrm {d} t{\mathcal {L}}\\&=\int \mathrm {d} ^{D-1}x\mathrm {d} t\left[{\frac {1}{2}}\eta ^{\mu \nu }\partial _{\mu }\phi \partial _{\nu }\phi -{\frac {1}{2}}m^{2}\phi ^{2}\right]\\[6pt]&=\int \mathrm {d} ^{D-1}x\mathrm {d} t\left[{\frac {1}{2}}(\partial _{t}\phi )^{2}-{\frac {1}{2}}\delta ^{ij}\partial _{i}\phi \partial _{j}\phi -{\frac {1}{2}}m^{2}\phi ^{2}\right],\end{aligned}}}
其中{\displaystyle {\mathcal {L}}}称作拉格朗日密度；{\displaystyle {\rm {d}}^{4-1}x\equiv {\rm {d}}x\cdot {\rm {d}}y\cdot {\rm {d}}z\equiv {\rm {d}}x^{1}\cdot {\rm {d}}x^{2}\cdot {\rm {d}}x^{3}}表示三个空间坐标；{\displaystyle \delta _{ij}}是克罗内克δ函数；{\displaystyle \partial _{\rho }=\partial /\partial x^{\rho }}表示第{\displaystyle \rho }个坐标{\displaystyle x^{\rho }}。
这是二次作用量的一个例子，因为每项都是场φ的二次项。与{\displaystyle m^{2}}成比例的项有时称作质量项，这是因为它在量子化版本中被解作粒子质量。
理论的运动方程由极限化上述作用得到，形式如下，与φ呈线性关系：
{\displaystyle \eta ^{\mu \nu }\partial _{\mu }\partial _{\nu }\phi +m^{2}\phi =\partial _{t}^{2}\phi -\nabla ^{2}\phi +m^{2}\phi =0~,}
其中∇2是拉普拉斯算子。这就是克莱因-戈尔登方程，被解释为经典场方程，而非量子力学波动方程。

### 非线性（相互作用）理论
上述线性理论最常见的推广是在拉格朗日量中加入标量势{\displaystyle V(\Phi )}，通常除了质量项之外，V还是{\displaystyle \Phi }的多项式。这种理论有时被称作相互作用理论，因为欧拉-拉格朗日方程现在是非线性的，意味着自相互作用。最一般的此类理论的作用量是
{\displaystyle {\begin{aligned}{\mathcal {S}}&=\int \mathrm {d} ^{D-1}x\,\mathrm {d} t{\mathcal {L}}\\[3pt]&=\int \mathrm {d} ^{D-1}x\mathrm {d} t\left[{\frac {1}{2}}\eta ^{\mu \nu }\partial _{\mu }\phi \partial _{\nu }\phi -V(\phi )\right]\\[3pt]&=\int \mathrm {d} ^{D-1}x\,\mathrm {d} t\left[{\frac {1}{2}}(\partial _{t}\phi )^{2}-{\frac {1}{2}}\delta ^{ij}\partial _{i}\phi \partial _{j}\phi -{\frac {1}{2}}m^{2}\phi ^{2}-\sum _{n=3}^{\infty }{\frac {1}{n!}}g_{n}\phi ^{n}\right]\end{aligned}}}
如下所述，在量子理论的费曼图展开中，引入n!因子是有用的。
相应的欧拉-拉格朗日方程是
{\displaystyle \eta ^{\mu \nu }\partial _{\mu }\partial _{\nu }\phi +V'(\phi )=\partial _{t}^{2}\phi -\nabla ^{2}\phi +V'(\phi )=0.}

### 维度分析与缩放
这些标量场论中的物理量可能具有长度、时间或质量维度，或三者的某种组合。
不过，相对论中，任何具有时间维度的量t都可用光速c轻易转换为长度{\displaystyle l=ct}；任何长度l也可由普朗克常数{\displaystyle \hbar }表示为{\displaystyle \hbar =lmc}。自然单位制中，可以将时间看做长度，将它们看做质量的倒数。
总之可以认为，任何物理量的维度都由一个独立的维度定义，而非由所有三个维度定义，这通常称为物理量的质量维。知道了每个量的维度，就可从自然单位表达式中唯一地恢复常规维度，重新插入维度一致所需的{\displaystyle \hbar }与c的幂即可。
可以预想反对意见：这理论是经典理论，因此普朗克常数的地位不明显。我们确实可以无质量维地重构它，但这会稍微模糊语量子标量场的关系。鉴于有质量维，普朗克常数这里被认为是本质上随机地固定的作用参考量（不一定与量子化有关），于是其维度适于在质量和逆长度之间转换。

#### 缩放维度
φ的经典缩放维度或质量维度Δ描述了坐标缩放变换下的场变换：
{\displaystyle x\rightarrow \lambda x}
{\displaystyle \phi \rightarrow \lambda ^{-\Delta }\phi ~.}
作用量单位与ħ的单位相同，因此作用量本身的质量维为零。这就将场φ的缩放维度固定为
{\displaystyle \Delta ={\frac {D-2}{2}}.}

#### 标度不变性
某些标量场论在某种意义上是标度不变的。虽然上述作用都被构造为零质量维，但并非所有作用都在缩放变换
{\displaystyle x\rightarrow \lambda x}
{\displaystyle \phi \rightarrow \lambda ^{-\Delta }\phi ~}
下不变。
并非所有作用量都不变，这是因为人们常把参数m、{\displaystyle g_{n}}视作定值，在上述变换下不变。因此，标量场论具有标度不变性的条件非常明显：作用量的所有参数都应是无量纲量。 即，标度不变理论就是没有任何固定尺度的理论。
对D维时空的标量场论，唯一的无量纲参数{\displaystyle g_{n}}满足{\displaystyle n={\frac {2D}{D-2}}}。例如，D=4维时空中，只有{\displaystyle g_{4}}是经典无量纲的，因此D=4时空中唯一经典标度不变的标准标量场论是无质量的φ4理论。
不过，由于涉及重整化群，经典标度不变通常不意味着量子标度不变，详见下文贝塔函数的讨论。

#### 共形不变性
变换
{\displaystyle x\rightarrow {\tilde {x}}(x)}
若对某函数{\displaystyle \lambda (x)}，满足
{\displaystyle {\frac {\partial {\tilde {x^{\mu }}}}{\partial x^{\rho }}}{\frac {\partial {\tilde {x^{\nu }}}}{\partial x^{\sigma }}}\eta _{\mu \nu }=\lambda ^{2}(x)\eta _{\rho \sigma }}
则称作共形的。
共形群包含度量{\displaystyle \eta _{\mu \nu }}的等距子群（庞加莱群），以及上文提到的标度变换（或标度不变性）。事实上，前述标度不变理论也是共形不变的。

### φ4理论
φ4理论说明了标量场论中的许多有趣现象。拉格朗日密度为
{\displaystyle {\mathcal {L}}={\frac {1}{2}}(\partial _{t}\phi )^{2}-{\frac {1}{2}}\delta ^{ij}\partial _{i}\phi \partial _{j}\phi -{\frac {1}{2}}m^{2}\phi ^{2}-{\frac {g}{4!}}\phi ^{4}.}

#### 自发对称破缺
这拉格朗日量在变换{\displaystyle \varphi \to -\varphi }下有{\displaystyle \mathbb {Z} _{2}}对称性。这是内部对称性的一个例子，与时空对称性不同。
若{\displaystyle m^{2}}为正，势
{\displaystyle V(\phi )={\frac {1}{2}}m^{2}\phi ^{2}+{\frac {g}{4!}}\phi ^{4}}
在原点有单一极小值。解{\displaystyle \varphi =0}在{\displaystyle \mathbb {Z} _{2}}对称下显然是不变的。
反之，若{\displaystyle m^{2}}为负，则很容易看到势
{\displaystyle \,V(\phi )={\frac {1}{2}}m^{2}\phi ^{2}+{\frac {g}{4!}}\phi ^{4}\!}
有两个极小值。这就是所谓双阱势，这种理论中，最低能态（量子场论称作空穴）在{\displaystyle \mathbb {Z} _{2}}对称下并不是不变的（实际上会将两个空穴映射到对方）。这时，{\displaystyle \mathbb {Z} _{2}}对称发生自发破缺。

#### 扭状解
具有负{\displaystyle m^{2}}的φ4理论也有扭状解（kink solution），是孤波的典型例子。这种解的形式为
{\displaystyle \phi ({\vec {x}},t)=\pm {\frac {m}{2{\sqrt {\frac {g}{4!}}}}}\tanh \left[{\frac {m(x-x_{0})}{\sqrt {2}}}\right]}
其中x是空间变量之一（φ、t及其他空间变量彼此无关）。解在双阱势的两个不同空穴之间插值。若没有能量无穷大的解，就无法将扭变形为恒定解，因此扭状解也称作稳定解。对D>2（即具有多个空间维度的理论），这种解称作畴壁（domain wall）。
另一个具有扭状解的标量场论的著名例子是正弦-戈尔登方程理论。

### 复标量场论
在复标量场论中，标量场在复数中取值。复标量场表示自旋为零的粒子和带点和的反粒子。通常考虑的作用形式为
{\displaystyle {\mathcal {S}}=\int \mathrm {d} ^{D-1}x\,\mathrm {d} t{\mathcal {L}}=\int \mathrm {d} ^{D-1}x\,\mathrm {d} t\left[\eta ^{\mu \nu }\partial _{\mu }\phi ^{*}\partial _{\nu }\phi -V(|\phi |^{2})\right]}
具有U(1)对称性，等价于O(2)对称性，对场空间的作用是旋转{\displaystyle \phi \rightarrow e^{i\alpha }\phi }，相角α为实数。
而实标量场，若{\displaystyle m^{2}}为负，就会发生自发对称破缺。这产生了戈德斯通的墨西哥帽势，是实标量场的双阱势绕{\displaystyle V(\phi )}轴旋转2π弧度。对称性破缺发生在更高维度，即空穴的选择，打破了连续的U(1)对称性，而非离散的。标量场的两分量被重构为大规模模型（massive mode）与无质量戈德斯通玻色子。

### O(N)理论
可用两个实场表示复标量场论：{\displaystyle \varphi ^{1}={\rm {Re}}\varphi ,\ \varphi ^{2}={\rm {Im}}\varphi }，在U(1) = O(2)内部对称的向量表示下进行变换。虽然这些场在内部对称下转换为向量，但仍是洛伦兹标量。
这可以推广到在O(N)对称的向量表示下变换的N个标量场。O(N)不变的标量场论的拉格朗日量通常是以下形式的：
{\displaystyle {\mathcal {L}}={\frac {1}{2}}\eta ^{\mu \nu }\partial _{\mu }\phi \cdot \partial _{\nu }\phi -V(\phi \cdot \phi )}
内积需要是适当O(N)不变的。该理论也可用复向量场表示，即{\displaystyle \forall \phi \in \mathbb {C} ^{n}}，这时对称群是李群SU(N)。

### 规范场耦合
标量场论以一种规范不变的方式与杨-米尔斯作用耦合，就得到了超导的金兹堡-朗道方程。这理论的拓扑孤子对应超导体中的涡流；墨西哥帽势的极小值对应超导体的阶参数。

## 量子标量场论
本节的一般参考文献为Ramond, Pierre (2001-12-21). Field Theory: A Modern Primer (Second Edition). USA: Westview Press. ISBN 0-201-30450-3, Ch. 4
量子场论中，场与所有可观测量都表示为希尔伯特空间上的量子算子。这希尔伯特空间建立在真空态上，动力学受到量子哈密顿算符支配，是湮灭真空的正定算符。量子标量场的构造详见正则量子化条目，依赖于场之间的正则对易关系。根本上，在标量场中作为其（解耦）简正模组合成的经典谐振子现在以标准方式进行了量子化，于是相应的量子算符场描述了作用于相应福克空间的量子谐振子。
总之，基本变量是量子场φ及其正则动量π。这两个算子值场都是厄米的。在空间点{\displaystyle {\vec {X}},\ {\vec {y}}}、时间相等时，其正则对易关系为
{\displaystyle {\begin{aligned}\left[\phi \left({\vec {x}}\right),\phi \left({\vec {y}}\right)\right]=\left[\pi \left({\vec {x}}\right),\pi \left({\vec {y}}\right)\right]&=0,\\\left[\phi \left({\vec {x}}\right),\pi \left({\vec {y}}\right)\right]&=i\delta \left({\vec {x}}-{\vec {y}}\right),\end{aligned}}}
而自由哈密顿算符则与之相似，
{\displaystyle H=\int d^{3}x\left[{1 \over 2}\pi ^{2}+{1 \over 2}(\nabla \phi )^{2}+{m^{2} \over 2}\phi ^{2}\right].}
空间傅立叶变换产生动量空间场
{\displaystyle {\begin{aligned}{\widetilde {\phi }}({\vec {k}})&=\int d^{3}xe^{-i{\vec {k}}\cdot {\vec {x}}}\phi ({\vec {x}}),\\{\widetilde {\pi }}({\vec {k}})&=\int d^{3}xe^{-i{\vec {k}}\cdot {\vec {x}}}\pi ({\vec {x}})\end{aligned}}}
解析为湮灭与创生算子
{\displaystyle {\begin{aligned}a({\vec {k}})&=\left(E{\widetilde {\phi }}({\vec {k}})+i{\widetilde {\pi }}({\vec {k}})\right),\\a^{\dagger }({\vec {k}})&=\left(E{\widetilde {\phi }}({\vec {k}})-i{\widetilde {\pi }}({\vec {k}})\right),\end{aligned}}}
其中{\displaystyle E={\sqrt {k^{2}+m^{2}}}}。
算子满足对易关系
{\displaystyle {\begin{aligned}\left[a({\vec {k}}_{1}),a({\vec {k}}_{2})\right]=\left[a^{\dagger }({\vec {k}}_{1}),a^{\dagger }({\vec {k}}_{2})\right]&=0,\\\left[a({\vec {k}}_{1}),a^{\dagger }({\vec {k}}_{2})\right]&=(2\pi )^{3}2E\delta ({\vec {k}}_{1}-{\vec {k}}_{2}).\end{aligned}}}
被所有算子a湮灭的状态{\displaystyle |0\rangle }称作裸真空，对真空施加{\displaystyle a^{\dagger }({\vec {k}})}就会产生动量为{\displaystyle {\vec {k}}}的粒子。
将所有可能创生算子组合应用于真空，就能构建出相关的希尔伯特空间：这种构造称作福克空间。真空由哈密顿算符
{\displaystyle H=\int {d^{3}k \over (2\pi )^{3}}{\frac {1}{2}}a^{\dagger }({\vec {k}})a({\vec {k}})}
湮灭，其中零点能被Wick排序消除。（见正则量子化）
相互作用可由相互作用哈密顿量实现。对φ4理论，这相当于给哈密顿量添加Wick有序项{\displaystyle g:\ \varphi ^{4}:/4!}，并对x积分。散射振幅可用相互作用绘景中的哈密顿量计算，是由戴森级数在微扰理论中构建的，戴森级数给出了时间有序积或n粒子格林函数{\displaystyle \langle 0|{\mathcal {T}}\{\phi (x_{1})\cdots \phi (x_{n})\}|0\rangle }。格林函数也可从求解施温格-戴森方程所构建的生成函数中获得。

### 费曼路径积分
费曼图展开也可从费曼路径积分表述中获得。φ多项式的时序真空期望值，即n粒子格林函数，是对所有可能的场进行积分，并以无外场时的真空期望值归一化得到的：
{\displaystyle \langle 0|{\mathcal {T}}\{\phi (x_{1})\cdots \phi (x_{n})\}|0\rangle ={\frac {\int {\mathcal {D}}\phi \phi (x_{1})\cdots \phi (x_{n})e^{i\int d^{4}x\left({1 \over 2}\partial ^{\mu }\phi \partial _{\mu }\phi -{m^{2} \over 2}\phi ^{2}-{g \over 4!}\phi ^{4}\right)}}{\int {\mathcal {D}}\phi e^{i\int d^{4}x\left({1 \over 2}\partial ^{\mu }\phi \partial _{\mu }\phi -{m^{2} \over 2}\phi ^{2}-{g \over 4!}\phi ^{4}\right)}}}.}
所有这些格林函数都可通过扩展生成函数中{\displaystyle J(x)\varphi (x)}的指数来获得：
{\displaystyle Z[J]=\int {\mathcal {D}}\phi e^{i\int d^{4}x\left({1 \over 2}\partial ^{\mu }\phi \partial _{\mu }\phi -{m^{2} \over 2}\phi ^{2}-{g \over 4!}\phi ^{4}+J\phi \right)}=Z[0]\sum _{n=0}^{\infty }{\frac {i^{n}}{n!}}J(x_{1})\cdots J(x_{n})\langle 0|{\mathcal {T}}\{\phi (x_{1})\cdots \phi (x_{n})\}|0\rangle .}
可用威克转动将时间变为虚数。将符号变为(++++)后，费曼积分即变为欧氏空间中的配分函数：
{\displaystyle Z[J]=\int {\mathcal {D}}\phi e^{-\int d^{4}x\left[{1 \over 2}(\nabla \phi )^{2}+{m^{2} \over 2}\phi ^{2}+{g \over 4!}\phi ^{4}+J\phi \right]}.}
通常，这适于定动量粒子的散射，这时傅立叶变换往往有用，可得
{\displaystyle {\tilde {Z}}[{\tilde {J}}]=\int {\mathcal {D}}{\tilde {\phi }}e^{-\int {d^{4}p \over (2\pi )^{4}}\left({1 \over 2}(p^{2}+m^{2}){\tilde {\phi }}^{2}-{\tilde {J}}{\tilde {\phi }}+{g \over 4!}{\int {d^{4}p_{1} \over (2\pi )^{4}}{d^{4}p_{2} \over (2\pi )^{4}}{d^{4}p_{3} \over (2\pi )^{4}}\delta (p-p_{1}-p_{2}-p_{3}){\tilde {\phi }}(p){\tilde {\phi }}(p_{1}){\tilde {\phi }}(p_{2}){\tilde {\phi }}(p_{3})}\right)}.}
其中{\displaystyle \delta (x)}是狄拉克δ函数。
评估这泛函积分的标准技巧是将其写成指数因子之积，即
{\displaystyle {\tilde {Z}}[{\tilde {J}}]=\int {\mathcal {D}}{\tilde {\phi }}\prod _{p}\left[e^{-(p^{2}+m^{2}){\tilde {\phi }}^{2}/2}e^{-g/4!\int {d^{4}p_{1} \over (2\pi )^{4}}{d^{4}p_{2} \over (2\pi )^{4}}{d^{4}p_{3} \over (2\pi )^{4}}\delta (p-p_{1}-p_{2}-p_{3}){\tilde {\phi }}(p){\tilde {\phi }}(p_{1}){\tilde {\phi }}(p_{2}){\tilde {\phi }}(p_{3})}e^{{\tilde {J}}{\tilde {\phi }}}\right].}
后两个指数因子可展开为幂级数，这种展开的组合可用四次相互作用的费曼图表示。
g = 0的积分可视作无穷多基本高斯积分之积：结果可用费曼图之和表示，计算时使用以下费曼法则：
- n点欧氏格林函数中的每个场{\displaystyle \sim \varphi (p)}都由图中的一条外线（半边）表示，并与动量p相关联。
- 每个顶点用因子−g表示。
- 在给定阶{\displaystyle g^{k}}时，所有具有n条外线和k个顶点的图都是这样构造的：流入顶点的动量均为零。每条内线表示为传播子{\displaystyle 1(q^{2}+m^{2})}，其中q是流经线的动量。
- 任何无约束动量都对所有值积分。
- 结果除以对称性系数，即在不改变连通性的前提下，重排图的线与顶点的方式数。
- 不包括函“真空泡”的图，即无外线的联通子图。

最后一条规则考虑了除以{\displaystyle \sim Z[0]}的影响。闵氏空间的费曼法则与此类似，只是顶点用−ig表示，内线用传播子{\displaystyle i/(q^{2}-m^{2}+i\varepsilon )}表示，{\displaystyle \varepsilon }项代表使{闵氏空间高斯积分收敛的微小威克旋转。

### 重整化
费曼图中对无约束动量的积分（称为“环路积分”，loop integral）通常会发散。这一般用重整化处理，即在拉格朗日量中加入发散的相反项，从而使原拉格朗日量和反项构建的图收敛。这过程中必须引入重整化标度， 耦合常数与质量都取决于它。
耦合常数g在标度{\displaystyle \lambda }上的依赖由β函数{\displaystyle \beta (g)}编码，定义是
{\displaystyle \beta (g)=\lambda \,{\frac {\partial g}{\partial \lambda }}~.}
这种对能量标度的依赖称作“耦合参数的运行”，量子场论中这种系统标度依赖的理论由重整化群描述。
β函数通常用近似方法计算，最常见的是微扰理论，即假定耦合常数很小。然后，便可以对耦合参数进行幂级数展开，并截去高阶项（也称为高环贡献。与相应费曼图的环数有关）。
φ4理论的一环β函数（第一微扰贡献）是
{\displaystyle \beta (g)={\frac {3}{16\pi ^{2}}}g^{2}+O\left(g^{3}\right)~.}
最低阶项前面的符号为正，表明耦合常数随着能量增加。这种行为在大规模耦合时若也存在，将表明在有限能量下存在朗道极点，是由量子平凡性引起的。然而，这问题只能以非微扰形式回答，因为涉及强耦合。
当由β函数计算得重整化耦合在紫外截止被移除后归零时，称相应的量子场论是平凡的。这样，传播子变成了自由粒子的，场不再相互作用。
Michael Aizenman证明，在时空维度D ≥ 5的情形下，φ4相互作用理论是平凡的。
对D = 4，平凡性尚未得到严格证明，但晶格计算为此提供了有力证据。这一事实非常重要，因为量子平凡性可用于约束、甚至预测希格斯玻色子质量等量的参数。这也可以导致在渐进安全情形下的可预测希格斯玻色子质量。

## 脚注
1. ↑  即，在洛伦兹群的平凡(0, 0)表示下发生变换，使得场在任何时空点上的值保持不变，这与向量场、张量场、旋子张量不同，后者的分量在洛伦兹变换下会发生混合。由于粒子或场的自旋由其变换所据的洛伦兹表示决定，因此所有标量（及伪标量）场和粒子的自旋都为零，因此根据自旋统计定理，它们都是玻色子。参见Weinberg 1995，Chapter 5
2. ↑  这意味着它在反转空间方向的宇称变换下会变化，与宇称不变的真标量有别。见Weinberg 1998，Chapter 19
3. ↑  Brown, Lowell S. . Cambridge University Press. 1994. ISBN 978-0-521-46946-3. Ch 3.
4. ↑  本节的一般参考文献是Ramond, Pierre.  Second. USA: Westview Press. 2001-12-21. ISBN 0-201-30450-3.
5. ↑  See the previous reference, or for more detail, Itzykson, Zuber; Zuber, Jean-Bernard. . Dover. 2006-02-24. ISBN 0-07-032071-3.
6. ↑  
Aizenman, M. . Physical Review Letters. 1981, 47 (1): 1–4. Bibcode:1981PhRvL..47....1A. doi:10.1103/PhysRevLett.47.1.
7. ↑  Callaway, D. J. E. . Physics Reports. 1988, 167 (5): 241–320. Bibcode:1988PhR...167..241C. doi:10.1016/0370-1573(88)90008-7.